# مرموط سيبيري
المرموط السيبيري أو الطربغان (الاسم العلمي:Marmota sibirica) (بالإنجليزية: Siberian marmot)‏ هو نوع من الحيوانات يتبع جنس المرموط من فصيلة سنجابية.